# Spänningsreglerare

Schema över spänningsregulator bestående av transistor och zenerdiod.

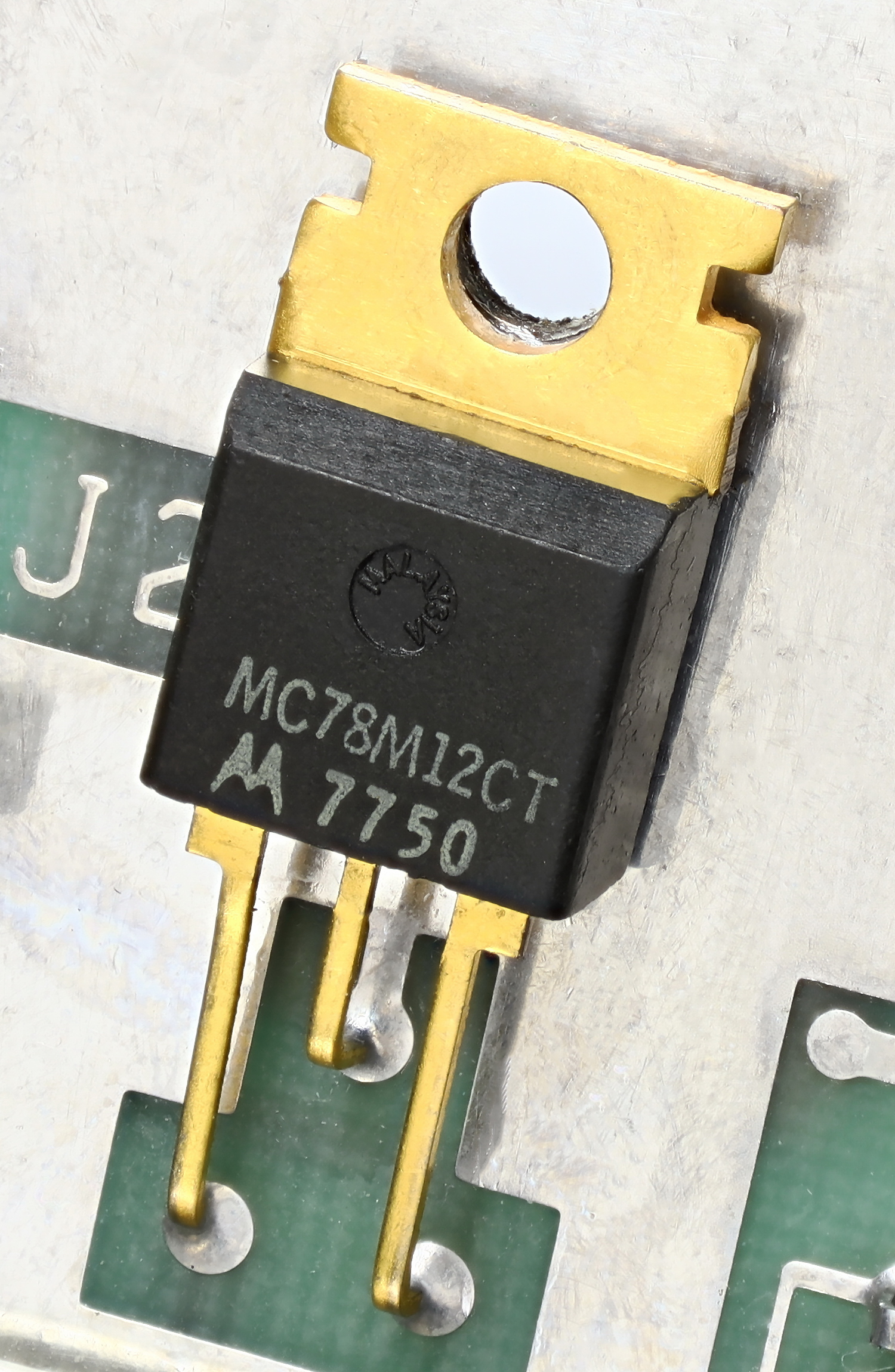
Tre pinnars spänningsregulatorskrets för 12 V (7812) ur 78xx-serien.

En spänningsreglerare eller spänningsregulator reglerar och stabiliserar inkommande spänning så att den blir konstant och oberoende av belastning och fri från rippel. Spänningsreglerarna bestod från början av en elektriskt linjärt styrd resistans som till exempel elektronrör eller transistor där överbliven effekt blir till värme. Sedan 1990-talet används istället mer och mer av switchade omvandlare av typen switching-mode power supply (SMPS) medan de linjära systemen håller på att konkurreras ut. Detta eftersom switchtekniken har blivit så bra att nästan ingen värmeutveckling sker i spänningsregulatorn. Nackdelen är störningar på radiosändningar.
Ett exempel på en switchad spänningsregulator är laddaren till en modern mobiltelefon. Äldre mobiltelefoner laddades dock alltid med en linjär spänningsregulator, det vill säga den var transformatorbaserad. En stor fördel med switchad spänningsregulator är att man kan ta med sin laddare var man än befinner sig i världen tack vare deras stora toleransområde, ofta klarar de alla förekommande spänningar och vågformer mellan 100 och 240 volt. En konsekvens är att man till exempel ofta kan använda 100 V likström om man så önskar.
Spänningsregulatorer finns överallt. I princip har alla elektroniska apparater en sådan, även batteridrivna system. Även om de inte riktigt behöver någon spänningsregulator i egentlig mening så kan exempelvis en del av apparaten gå på 5 volt, medan en annan kanske går på 3 volt, som blir mer och mer vanligt hos moderna datorkretsar, och då måste man reglera ner den övre spänningen med hjälp av en spänningsreglerare.